# Los 5 Fantásticos
Los 5 Fantásticos es un equipo ficticio de superhéroes que aparece en los cómics estadounidenses que fueron publicados por Marvel Comics. El equipo existe en el Universo MC2, un futuro alternativo al Universo Marvel. Una continuación de Los 4 Fantásticos, el equipo estaba compuesto originalmente por Antorcha Humana, su esposa Sra. Fantástica/Lyja (una Skrull), Thing, Big Brain (el cuerpo robótico controlado a distancia de Reed Richards) y Psi-Lord (Franklin Richards, hijo de Sue y Reed).

## Biografía ficticia del equipo
Los Cinco Fantásticos aparecieron por primera vez en What If (Volumen 2) # 105 (1998), un número que se centró en Spider-Girl, la hija de Spider-Man. Spider-Girl se hizo popular y se le dio su propia serie, junto con los otros personajes del universo MC2 (incluidos los Cinco Fantásticos). La serie de Cinco Fantásticos duró solo cinco números, pero siguieron siendo personajes recurrentes en el título de Spider-Girl, que duró 100 números en su primer volumen. En 2007 se publicó una nueva miniserie de los Cinco Fantásticos, tras el éxito de dos miniseries ambientadas en la línea MC2.
En la primera serie, se reveló que "Big Brain" es un dron controlado desde la Zona Negativa, donde Sue Storm se encuentra en una especie de estasis. Sus poderes están frenando una brecha en la realidad y Reed está a su lado. Cuando se corrige este problema, Reed y Sue regresaron a la Tierra.
El equipo también aparece en Last Hero Standing y Last Planet Standing.
En Spider-Girl y Last Planet Standing, los hijos adicionales de los Cuatro Fantásticos originales se muestran como miembros de los Cinco Fantásticos, incluido Super-Storm (Torus Storm, hijo de Lyja y Johnny Storm, que posee los poderes de ambos padres), Grim (Jacob "Jake" Grimm, hijo de Ben Grimm, atrapado en una forma similar a una roca pero fuerte como su padre), y Rad (Alyce Grimm, hija de Ben Grimm, hermana gemela de Jacob, parece tener poderes orientados a la radiación, vuelo incluido). También se muestra que Doom, también conocido como Kristoff Vernard, es miembro de los "jóvenes" Cinco Fantásticos; usa al Doctor Doom como una armadura.
Se publicó una miniserie de cinco números llamada Fantastic Five. Presenta personajes como: Psi-Lord, Mujer Invisible, Thing, Sharon Ventura, Antorcha Humana, Ms. Fantástica (Lyja Storm), Mr. Fantástico y Dr. Doom.
Doom, encarcelado durante años por el Sub-Marinero, finalmente se libera e imbuye innumerables duplicados robóticos con el Poder Cósmico. Solo un robot logra diezmar a los Cinco y destruir los implantes robóticos de Ben. Aunque el equipo logra detener al robot atrapándolo en un rayo de estasis, el verdadero Doom aparece y destierra a los miembros más jóvenes a una nave espacial que orbita la Tierra y atrapa a los demás dentro del propio cuerpo de goma de Mr. Fantástico. Franklin hace que los demás retiren el blindaje interior de la nave y se expone a una gran cantidad de rayos cósmicos, lo que aumenta sus poderes dramáticamente. Se las arregla para destruir el Doombot que los protege, pero le duele mucho usar sus poderes aumentados. Doom, que busca humillar a Reed de una vez por todas, libera al otro de su cuerpo, y Reed y él mismo se conectan a un Dispositivo Infinito para un duelo mental, el perdedor del cual enviará su mente a la Encrucijada del Infinito. Los compañeros de equipo de Reed aprovechan la oportunidad para escapar y, con la ayuda de Kristoff, apagan los Doombots con energía cósmica. Se muestra que Reed y Doom están igualados en su duelo, y como resultado, ambas mentes se envían a la encrucijada, dejando sus cuerpos en blanco e inmóviles. Sue y Kristoff deciden quedarse en Latveria y cuidar a Reed, mientras Alyce se va a casa con su madre. El hijo de Ben, Jacob, ocupa el lugar de Reed en el F5.

## Lista

### Activo
- Johnny Storm, la Antorcha Humana - Mientras Reed y Sue estaban en la Zona Negativa, Johnny tomó el mando del equipo. Sin embargo, a su regreso, Johnny chocaría con Reed por las técnicas de liderazgo, incluso considerando si formar su propio equipo.
- Ben Grimm, Thing - gravemente herido en una batalla final con Terrax, Ben fue equipado con implantes mecánicos. Recientemente, su carne herida ha mostrado signos de regeneración.
- Lyja Storm, Ms. Fantástica -  la esposa de Johnny, miembro de la raza Skrull que cambia de forma.
- Franklin Richards, Psi-Lord - Hijo de Reed y Sue, y maestro de la telepatía y la telequinesis. Después de absorber una gran cantidad de radiación cósmica, su cabeza ahora tiene la apariencia de una calavera brillante y debe usar un casco para proteger a los demás del exceso de energía.
- Jacob Grimm, Grim - el hijo de Ben Grimm y Sharon Ventura, es similar en apariencia a su padre y también posee sus niveles de fuerza. El se une al F5 en ausencia de Reed.

### Ex
- Sue Storm, Mujer Invisible - gravemente herida durante una batalla con Hyperstorm, ella también estuvo ocupada en la Zona Negativa hasta hace poco. Decide quedarse en Latveria y cuidar a su marido catatónico.
- Alyce Grimm, Rad - hermana de Jacob, puede controlar y proyectar la radiación cósmica. Decide renunciar a la vida de superhéroe y regresa a casa con su madre.
- Torus Storm, Super-Storm - el hijo pequeño de Johnny y Lyja. No es un miembro real del equipo, pero insiste en saltar a la refriega cada vez que puede. Tiene los poderes de fuego de su padre y las habilidades de cambio de forma de su madre. En la batalla, toma regularmente la forma de una versión anterior de sí mismo con un uniforme F5 con un "6" en el pecho.

## Otras versiones
- What If..? #1 está ambientado en un universo alternativo donde Spider-Man se une a los Cuatro Fantásticos (en lugar de irse cuando se entera de que no hay un salario, como sucedió en The Amazing Spider-Man # 1), y se convierten en los Cinco Fantásticos. Este universo es revisado en What If...? # 21, momento en el que Susan Storm dejó el equipo y eligió casarse con Namor de Atlantis.
- What If..? (vol. 2) #27 mostró a Namor uniéndose a los Cuatro Fantásticos, convirtiéndolo brevemente en los Cinco Fantásticos hasta que Reed Richards se fue para fundar Tecnología Richards.
- En Exiles #44, el equipo Arma X, liderado por Hyperion, comenzó su conquista del mundo real en el que se encontraban, al matar a sus equipos de superhéroes. Al comienzo del problema, comenzaron a matar a los miembros de los Cinco Fantásticos, que consistían en Mister Fantastico, Mujer Invisible, Antorcha Humana, Thing y Spider-Man como quinto miembro.
- En Excalibur (vol. 1) # 51, los Cinco Fantásticos eran la contraparte de la Tierra-99476 de los Cuatro Fantásticos, que constaba de versiones de dinosaurios de los Cuatro Fantásticos y Spider-Man.
- "The All New Fantastic Five?!?" también aparece en Spider-Girl #87. El cocreador Tom DeFalco afirma que el nuevo F5 aparecería en Fantastic Five # 6 si la serie continuara.
- Fatal Five: debido al regreso de Seth a la acción, Spider-Girl y Sueño Americano viajan a un universo alternativo que se vio por última vez en A-Next #11 para reclutar a Thunderstrike. Durante su viaje, se encuentran con una versión malvada de los Cinco Fantásticos que consiste en:
  - Reed Richards (él y el Barón Zemo de ese mundo aparecieron por primera vez en A-Next # 10-11 como asistentes de Victor von Doom)
  - Johnny Storm/Blow Torch
  - Ben Grimm/The Brute
  - Franklin Richards/Psi-Slayer
  - Peter Parker/The Spider[1][2]